# Мартин Йонсруд Сундбю
Мартин Йонсруд Сундбю (на норвежки: Martin Johnsrud Sundby; род. 26 септември 1984) е норвежки ски бегач, двукратен олимпийски шампион в отборния спринт на свободния стил и в щафетата 4×10 км от Пьонгчанг 2018, трикратен носител на световната купа (2013/14, 2015/16, 2016/17). Двукратен световен шампион в щафетата (2011, 2017).
Родители – Джон Ерик Съндби, Гро Джонсруд Лангслет. Женен за Marieke Heggeland.

## Кариера
Сундбю дебютира през 2005 година, през ноември 2007 печели първата си победа в етап от Световната купа в щафетата. Има 18 индивидуални победи в различни етапи от Световната купа и 13 победи в отборните състезания (в това число 12 – в щафетата).
На Олимпиадата във Ванкувър печели сребро в щафетата, в индивидуалните състезания е със следните резултати: 15 км свободен стил – 33-то място, дуатлон 15+15 км – 18-о място, масов старт на 50 км – 15-о място.
На Олимпийските игри 2014 година в Сочи печели бронз в скиатлона 15+15 км, 4-то място на масовия старт на 50 км, 4-то място в щафетата и 13-о място на 15 км.
Взема участие в Световното първенство 2009 в Либерец, където заема 34-то място на 15 км класически стил.
Два пъти побеждава в ски многодневката Тур дьо Ски (2013/2014, 2015).
На Олимпийските игри 2018 года в Пьонгчанг Сундбю става втори в скиатлона, отстъпвайки само на другия норвежец Симен Крюгер.

## Успехи
Олимпийски игри:
- Шампион (2): 2018
  -  Сребърен медал (2): 2010, 2018
    -  Бронзов медал (4): 2014

Световно първенство:
- Шампион (2): 2011, 2017
  -  Сребърен медал (3): 2013, 2017
    -  Бронзов медал (1): 2011

### Олимпийски игри
| Олимпиада      | Спринт | Отборно спринт | 15 км Интвервален старт | 15 + 15 км Скиатлон | 50 км Масов-старт | Щафета 4 × 10 км |
| -------------- | ------ | -------------- | ----------------------- | ------------------- | ----------------- | ---------------- |
| 2010 Ванкувър  | –      | -              | 33                      | 18                  | 15                | 2                |
| 2014 Сочи      | –      | –              | 15                      | 2                   | 4                 | 4                |
| 2018 Пьонгчанг | –      | 1              | 4                       | 2                   | 5                 | 1                |